# Elena Pampoulova
Elena Pampoulova (in bulgaro Елена Пампулова?; Sofia, 17 maggio 1972 – Zurigo, 19 aprile 2023) è stata una tennista bulgara naturalizzata tedesca.

## Biografia
All'inizio della sua carriera fu allenata dalla madre, la tennista bulgara Lubka Radkova. Anche il padre, Emilian Pampoulov, era stato un giocatore di tennis.
Professionista dal 1988 al 2001, in singolare raggiunse la posizione 62 del ranking WTA, e la numero 38 in doppio, entrambe nel settembre 1996.
In Fed Cup giocò per la Bulgaria dal 1988 al 1992. Rappresentò la Bulgaria anche alle Olimpiadi del 1992 a Barcellona. Dal 1997 al 1999 giocò in Fed Cup per la Germania. 
In carriera vinse un titolo WTA in singolo e tre in doppio.
Si sposò una prima volta nel 1991, col tedesco Axel Wagner, assumendone anche la nazionalità, ma il matrimonio si concluse poi con un divorzio. L'11 luglio 2006 si unì in matrimonio col banchiere svizzero Christian Bergomi, trasferendosi quindi nel suo Paese. La coppia ebbe un figlio, Alex, nato all'inizio del 2008. 
Nel giugno 2022 fu accusata di riciclaggio di denaro insieme al Credit Suisse e ad altri tre imputati  . Sia la banca che Elena Pampoulova dichiararono la loro intenzione di dare battaglia in tribunale: ma il 19 aprile 2023 venne comunicata la notizia del decesso dell'ex tennista, avvenuto all'età di 50 anni. 